# 巴耶勒
巴耶勒（法語：Bayel，法語發音：[bajɛl]）是法国奥布省的一个市镇，位于该省东部偏南，属于奥布河畔巴尔区。巴耶勒以出产的玻璃制品而闻名。

## 地名
该地名“Bayel”发音为[bajɛl]而非[bɛjɛl]，《世界地名译名词典》将其误译作“拜耶勒”。

## 地理
巴耶勒（48°11'56"N, 4°46'31"E）面积23 平方千米，位于法国大東部大區奥布省，该省份为法国中北部省份，北起马恩省，西接塞纳-马恩省，西南至约讷省，东南至科多尔省，东临上马恩省。
与巴耶勒接壤的市镇（或旧市镇、城区）包括：巴罗维尔、奥布河畔巴尔、方丹、利尼奥勒堡、欧容河畔隆尚、维尔苏拉费泰、瓦尼、雷讷蓬、科隆贝双教堂村。
巴耶勒的时区为UTC+01:00、UTC+02:00（夏令时）。

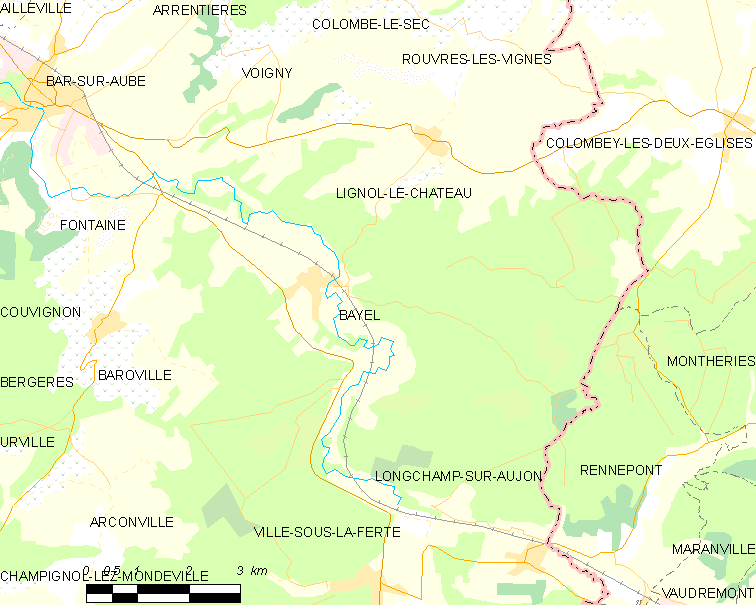
巴耶勒的OSM定位图

## 行政
巴耶勒的邮政编码为10310，INSEE市镇编码为10035。

## 政治
巴耶勒所属的省级选区为奥布河畔巴尔县。

## 人口

1962-2008年间巴耶勒人口变化图示

巴耶勒于2022年1月1日时的人口数量为741人。